# Laienbewegung der Claretiner

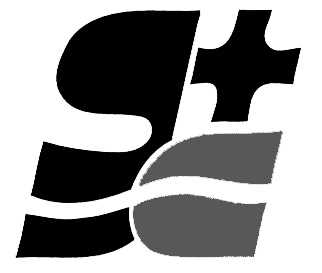
Logo der Laienbewegung der Claretiner

Die Laienbewegung der Claretiner (en.: Lay Claretian Movement; es.: Movimiento de Seglares Claretianos; Offizielle Abkürzung MSC) ist auch unter dem Namen „Laici Claretiani“ bekannt. Sie ist eine missionarische Vereinigung von Gläubigen und in die Claretinische Familie intergiriert. Sie wurde 1983 gegründet, 1988 vom Heiligen Stuhl anerkannt und ist weltweit mit 135 Ortsgruppen in 23 Ländern vertreten.

## Geschichte
Die Ordensgemeinschaft der Claretiner wurde 1849 von Antonius Maria Claret (1807–1870) gegründet. Zu den „Missionaren, der Söhne des Unbefleckten Herzens Mariens“, wie die Claretiner vollständig heißen, gehörte eine apostolische Laienorganisation. Auf dem XIX. Generalkapitel, welches 1979 abgehalten wurde, beschloss man die Laienorganisation „Laici Claretiani“ als selbständige Vereinigung von Gläubigen in die Claretinische Familie aufzunehmen. Am 20. April 1988 erteilte der Päpstliche Rat für die Laien das Anerkennungsdekret.

## Selbstverständnis
Ihr Hauptaugenmerk legen die Mitglieder der MSC auf die Mission. Sie wollen das Evangelium verkünden und bemühen sich um eine Umgestaltung der Welt nach Gottes Plan. Ihr missionarisches Wirken wird vom Wort Gottes und der Eucharistie begleitet und ist durch die Barmherzigkeit der Mutter Gottes geprägt. Ihre missionarische Arbeit richtet sich an die Ausgeschlossenen und Ärmsten und wendet sich gegen die Ungerechtigkeit in der Welt. Die Mitglieder helfen beim Aufbau der Kirche vor Ort, in dem sie Katechese leiten, biblische und theologische Bildung leisten und in der pfarrlichen und diözesanen Pastoral mitarbeiten. 

## Organisation und Ausweitung
Auf der Basisebene bilden sich die Ortsgruppen, mehrere Ortsgruppen sind zu Regionen zusammengefasst. Die Regionen werden durch die Regionalversammlung und einem Regionalrat geleitet. Auf der internationalen Ebene ist das höchste Gremium die Generalversammlung, an ihr nehmen die Regionalräte und Delegierten der Ortsgruppen teil. Der von der Generalversammlung gewählte Generalrat besteht aus mehreren Mitgliedern und dem Kirchlichen Assistenten. Zur MSC gehören weltweit 135 Gruppen die sich auf Afrika, Asien, Europa, Nordamerika und Südamerika verteilen. Der Hauptsitz ist in Rom ansässig. Die deutschen Interessen werden durch die Claretiner in Spaichingen wahrgenommen.